# Кептор
Mk.60 «Ке́птор» (англ. Mark 60 Captor) — глибоководна протичовнова контейнерна міна з бойовою частиною — малогабаритною торпедою Mk.46. Назва Captor походить від скорочення Encapsulated torpedo — «торпеда в капсулі» і перекладається з англійської як «ловець»[джерело?]. Стоїть на озброєнні ВМС США. Призначена для прихованої постановки протичовнових бар'єрів на маршрутах розгортання стратегічних підводних човнів противника.

## Концепція
Концепція міни-торпеди типу «Кептор» полягає в поєднанні переваг морської міни і торпеди: якірна міна завчасно приховано виставляється на ймовірному маршруті руху підводного човна противника. Після приведення в бойовий стан активується блок виявлення і управління, оснащений шумопеленгатором, який здатен виявляти і класифікувати цілі на дистанції до 1 км (0,62 милі). Коли блок виявлення і управління класифікує ціль як ворожий підводний човен, спрацьовує механізм пуску бойової частини — торпеди. Голівка самонаведення торпеди Mk.46 Mod.4 активна гідроакустична з дальністю виявлення цілей 1500 м, здатна здійснювати пошук і наведення по кільватерному сліду, методом «по колу» і «змійка». Дальність ходу — 16,5 км (10,3 милі) при швидкості 28 вузлів.
Антиподом Mk.60 «Кептор» є самотранспортуєма торпеда-міна Мк.67 SLMM. Основою для її створення стала модифікована торпеда Mk.37 із зміненою бойовою частиною і системою самонаведення доповнена необхідними елементами для перетворення її на донну міну. Після пуску торпеда сама прямує в заданий район, де лягає на дно і перетворюється в морську міну.
Радянським аналогом Mk.60 «Кептор» став прийнятий на озброєння у 1983 році мінно-торпедний комплекс МТПК-1. Крім того до кінця 1980-х аналогічні комплекси отримали на озброєння флоти низки інших країн, зокрема ВМС Данії.

## Історія
З появою у СРСР на початку 1960-х років ракетних підводних крейсерів стратегічного призначення — атомних підводних човнів з балістичними ракетами на борту, які несли загрозу ядерного удару по США, керівництвом ВМС США було реалізовано ряд наукових розробок, метою яких було запобігти розгортанню радянських РПКСП в позиційних районах Світового океану. Серед іншого, в Лабораторії військово-морських досліджень (NOL) було розпочато розробку глибоководної неконтактної протичовнової міни нового покоління для ураження малошумних підводних човнів у віддалених районах океану. Як уражаючий елемент міни було обрано малогабаритну торпеду.
Виготовлення першої партії прототипів розпочала компанія Goodyear Aerospace. Міна, яка отримала позначення Mark 60 і назву Captor була прийнята на озброєння у 1979 році. Вартість однієї міни станом на 1978 рік (перед початком серійного виробництва) складала 113.000 доларів США.

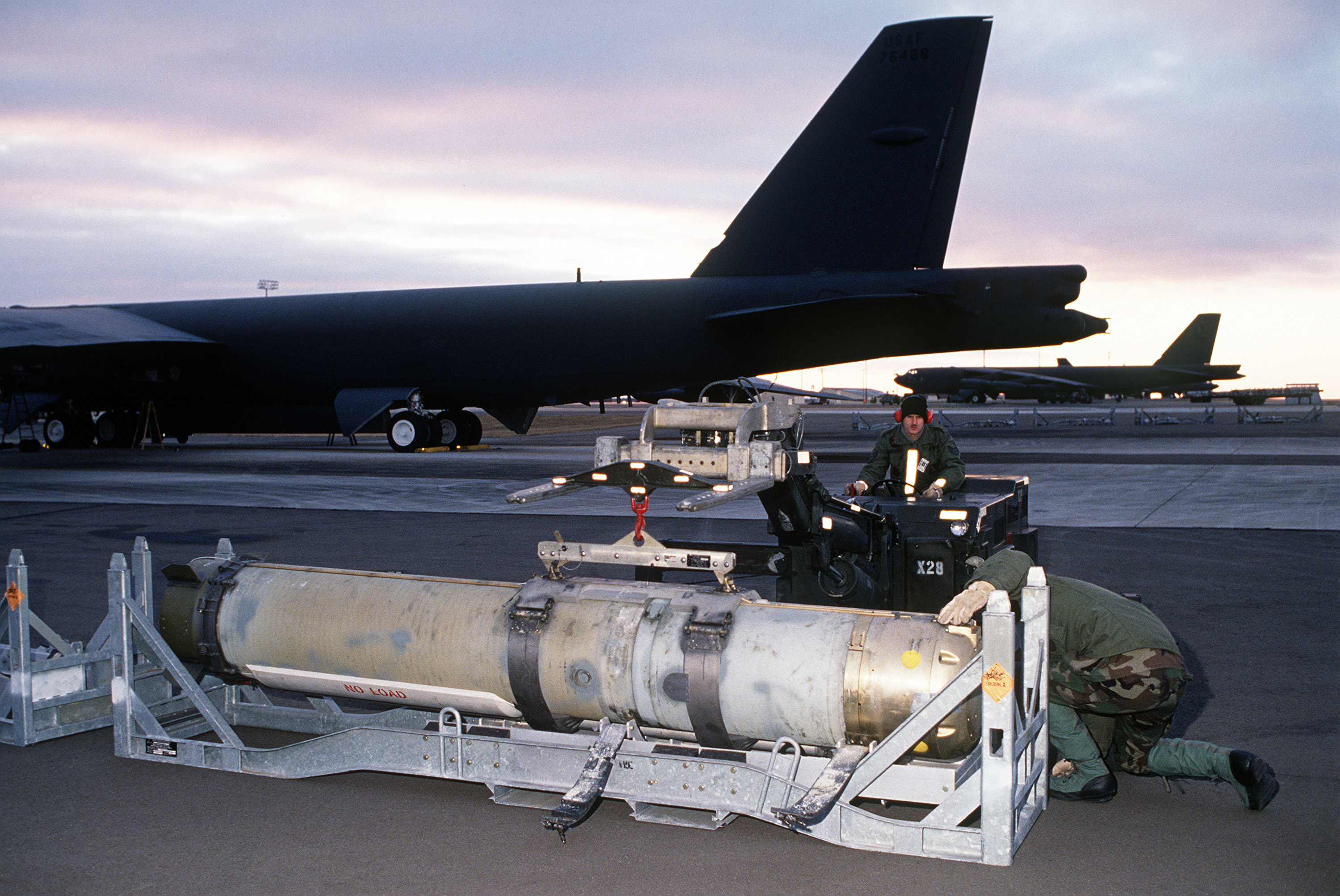
«Кептор», підготовлена до завантаження на літак. На задньому плані носії — Boeing B-52 Stratofortress

«Кептор» Mk.60 mod.0 виготовлялася в двох варіантах — для застосування з торпедних апаратів надводних кораблів і підволних човнів, а також для виставлення з повітря літальними апаратами. Останнє передбачало встановлення на міні парашутної системи, що дещо збільшувало її розміри і вагу. Найбільшу кількість мін цього типу — до 18 одиниць — можуть приймати на борт стратегічні бомбардувальники Boeing B-52 Stratofortress. Бойовий радіус цих літаків з урахуванням однієї дозаправки паливом в повітрі дозволяє здійснювати постановку мін практично в будь-якому районі Світового океану. Як мінні загороджувачі можуть використовуватися атомні багатоцільові підводні човни, приймаючи міни на борт замість частини торпед.
Модернізована Mk.60 mod.1, при збереженні основних характеристик міни Mk.60 mod.0, має змінену конструкцію якірного пристрою, що дозволяє використання міни на глибинах до 1000 м при заглибленні до 450 м, підвищену надійність системи класифікації цілей. За програмою Littoral Sea Mine Program (LSM) розробляється модифікація для мілких прибережних вод з торпедою Mk.54.

## Бойове застосування, принцип дії
Глибоководна міна Mk.60 Captor являє собою комбінацію морської міни з бойовою частиною — торпедою, внаслідок чого вона має найбільшу зону ураження з усіх мін, що маються на озброєнні ВМС США. На відміну від мін попередніх поколінь з контактними і неконтактними підривачами, що спрацьовують при проходженні підводного човна в безпосередній близькості від них, апаратура «Кептор» здатна виявляти субмарину на дистанції до 1000—1500 м і класифікувати її за принципом «свій-чужий». Після цього звільняється торпеда, яка здійснює круговий пошук, наздоганяє і уражає ціль. Завдяки таким властивостям, прийняття Mk.60 Captor на озброєння мало зменшити потребу протичовнових сил у традиційних протичовнових мінних полях. Мінні загородження з мін «Кептор» можуть являти собою рубежі, мінні банки чи окремі міни на найбільш вірогідних маршрутах руху.
Основні елементи міни «Кептор» — контейнер з торпедою і стартовою системою, якірний пристрій з системою автоматичної установки контейнера на визначене заглиблення, апаратура автоматичної системи виявлення та класифікації цілей (для авіаційного варіанта — ще парашутна система).
Після потрапляння у воду контейнер завдовжки 3,6 м займає вертикальне положення на заданій глибині на якорі, що кріпиться мінрепом до її кормової частини. Гідростати відрегульовані на різний гідростатичний тиск, забезпечують установку контейнера з торпедою на задане заглиблення, яке залежить від глибини моря. При глибині місця до 230 м контейнер встановлюється в придонному положенні (за 7,5 м від дна). У районах з глибинами 230—400 м заглиблення контейнера дорівнює половині глибини місця, а при глибинах понад 460 метрів — 305 м. Термін служби міни після постановки — два-п'ять років. Роботи в бойовому стані — до півроку, після чого, з втратою заряду систем живлення, міна самознищується.
Переведення міни в бойовий стан і включення чергового каналу виявлення цілей здійснюється після відпрацювання приладу терміновості або за командою системи дистанційного керування. Первинне виявлення цілей здійснюється в режимі шумопеленгування. З метою економії електроенергії черговий акустичний канал включається на 30-50 секунд з подальшою п'ятихвилинною паузою. Після виявлення цілі пасивним черговим каналом включається активний канал, який за допомогою логічного пристрою здійснює остаточну класифікацію цілі і видає команду на пуск торпеди (класифікація за принципом «свій — чужий» здійснюється шляхом випромінювання кодованих акустичних сигналів в напрямку виявленої цілі і прийому відповідних сигналів, які автоматично перевипромінюють «свої» човни, оснащені спеціальною апаратурою; у разі виявлення «чужого» логічний пристрій визначає дистанцію до підводного човна і його курс, подає команду на заповнення контейнера водою, відкриття його кришки і пуск торпеди). Час від виявлення цілі до пуску Mk.46 mod.4 — близько однієї секунди.
Після відкриття клапана у верхній частині корпусу міни він заповнюється забортної водою, що призводить до зміни центрування контейнера і його нахилення. Після того, як тиск всередині корпусу зрівнюється із зовнішнім гідростатичним тиском, відкривається верхня кришка корпусу. Одночасно з цим запускається електродвигун торпеди, вона виходить з корпусу міни, здійснює циркуляцію у вертикальній площині і виходить на пошукову глибину. Тим часом контейнер заповнюється водою, втрачає плавучість і занурюється на дно. У торпеди, що вийшла з контейнера, починає працювати пасивна система самонаведення, яка здійснює програмний пошук. Передбачено кілька варіантів такого пошуку, основним з яких є циркуляції торпеди в горизонтальній площині до моменту захоплення цілі її головкою самонаведення, після чого останній перемикається на активний режим — торпеда зближується з ціллю до моменту спрацьовування її неконтактного підривача або удару об неї.